# Anata no Yume ni Naritai
Singles de Michiyo Heike
Dakedo Aishi Sugite
(1998) Scene
(1999)
 Anata no Yume ni Naritai  (アナタの夢になりたい) est le cinquième single de la chanteuse de J-pop Michiyo Heike, sorti en 1999.

## Présentation
Le single sort le 10 février 1999 au Japon sur le label Warner Music Japan, trois mois après le précédent single de la chanteuse, Dakedo Aishi Sugite. Il est composé et produit par Hatake, guitariste du groupe Sharam Q. Il atteint la 70e place du classement Oricon.
La chanson-titre a servi de thème musical pour une publicité pour la marque J-Phone. Elle figurera d'abord sur la compilation d'artistes du Hello! Project Petit Best ~Ki Ao Aka~, puis sur le second album de la chanteuse, For Ourself ~Single History~, qui sortiront l'année suivante.

## Liste des titres
1. Anata no Yume ni Naritai  (アナタの夢になりたい?)
2. Haru da yo  (春だよ?)
3. Anata no Yume ni Naritai (Original Karaoke)  (...オリジナル・カラオケ?)